# Покровско-Татианинский собор
Покро́вско-Татиа́нинский собо́р (чув. Пукрав-Татиана соборӗ) — соборный храм Чебоксарской епархии Русской православной церкви в Чебоксарах. Заложен в 2001 году во время визита патриарха Московского и всея Руси Алексия II в Чувашию. При открытии получил статус собора. Освящён 16—17 сентября 2006 года.

## История
С начала 1990-х годов на территории Чувашии активно происходит восстановление и возведение новых храмов и церквей Русской православной церкви.

### Строительство
7 июля 2001 года патриарх Московский и всея Руси Алексий II посетил Чебоксарскую епархию. Это был второй визит патриарха в Чувашию. В её ходе патриарх освятил закладной камень в фундамент будущего храма в честь святой мученицы Татианы в северо-западном жилом массиве города Чебоксары. Пять лет продолжалось строительство храма. Оно велось на пожертвования предприятий, организаций и жителей Чебоксар и Чувашии. На длительное время храм стал одной из главных новостроек города. Работы по возведению храма курировал президент Чувашской Республики Николай Фёдоров и управляющий Чебоксарской епархией митрополит Варнава. В процессе строительства было определено, что в новом крупном жилом массиве, где возводился храм, будет недостаточно приходской церкви, а требуется создание собора комплексом из ризницы, воскресной школы и церковной библиотеки.

### Открытие
4 мая 2006 года митрополитом Варнавой был освящён нижний храм собора, посвященный святой мученице Татиане. Престол верхнего храма было решено посвятить Покрову Пресвятой Богородицы и Приснодевы Марии. Ранее в Чебоксарах уже существовал Покровский каменный пятиглавый храм постройки 1672 года, но он был закрыт в 1935 году, а в 1980 году снесён из-за строительства водохранилища Чебоксарской ГЭС. Новый верхний храм был позиционирован как восстановление разрушенной церкви на новом месте.
16 сентября 2006 года в Покровско-Татианинский собор из Введенского кафедрального собора были перенесены мощи святителя Иннокентия, епископа Иркутского, а также чтимая икона святой мученицы Татианы с частицей её святых мощей. Событие сопровождалось крестным ходом. На следующий день, 17 сентября митрополит Варнава совершил освящение верхнего храма. В этот же день состоялось провозглашение указа патриарха Алексия II о присвоении храму статуса собора.

## Композиция
Собор представляет собой храм с 12 куполами, построен в византийском стиле. Над центральным входом располагается колоннада изогнутой С-образной формы. Общая площадь сооружения составляет свыше 1000 квадратных метров, высота колокольни составляет 56 метров.
В настоящее время в комплекс сооружений собора входят здание Покровско-Татианинского собора, храма-крестильни с баптистерием во имя Крестителя Иоанна, здания воскресной школы с библиотекой и административными помещениями, а также часовня.

## Святыни собора
Покровско-Татианинский собор содержит ковчежец со стопой епископа Иркутского святителя Иннокентия, чтимой иконы святой мученицы Татианы с частицей её мощей, а также иконы с частицами мощей апостола Варнавы, преподобного Сергия Радонежского, преподобного Серафима Саровского, блаженной Матроны, праведного воина Федора Ушакова, святителя Пантелеймона.

## События
25 января 2010 года, в день Святой мученицы Татианы, Татианинский собор посетил премьер-министр России Владимир Путин, который подарил собору икону Иоанна Предтечи XIX века.

## Духовенство
- Настоятель храма — протоиерей Николай Иванов
- Протоиерей Евгений Степанов
- Протоиерей Александр Соколов
- Протодиакон Геннадий Малышкин
- Иерей Петр Кадушкин
- Иерей Иоанн Маштаков
- Иерей Антоний Ванюшкин
- Иерей Александр Алексеев
- Диакон Александр Семенов[4]